# Kut Humi
Kut Humi (também escrito Koot Hoomi ou Kuthumi, e frequentemente referido simplesmente como K.H.) é considerado um dos Mahatmas que inspirou a fundação da Sociedade Teosófica. Ele se envolveu em uma correspondência com dois teosofistas ingleses que viviam na Índia, A. P. Sinnett e A. O. Hume, correspondência que foi publicada no livro The Mahatma Letters to A.P. Sinnett.
Os céticos descreveram Koot Hoomi e os outros Mahatmas como um embuste.